# S:t Boris och Glebs kyrka
S:t Boris och Glebs kyrka (belarusiska: Царква Св. Барыса і Глеба) är en kyrkobyggnad belägen i staden Hrodna i Hrodna voblast i Belarus. Den är den äldsta bevarade byggnaden där.
Kyrkan är uppkallad efter bröderna Boris och Gleb.
S:t Boris och Glebs kyrka är den enda monumentala byggnaden från den svartryska arkitekturen och skiljer sig från andra östortodoxa kyrkor genom omfattande användning av polykroma fasettskurna stenar i blå, gröna och röda nyanser arrangerade så att de bildar kors eller andra figurer på kyrkans murar.

## Historia
S:t Boris och Glebs kyrka byggdes före 1183 och var helt intakt (avbildades på 1840-talet av Michał Kulesza) fram till 1853 då södra muren föll samman på grund av dess utsatta läge invid Njemens höga flodbank. Under restaureringsarbetena upptäcktes fragment av 1100-talsfresker i absiden. 
Rester av fyra andra kyrkor i samma stil, dekorerade med kannor och färgade stenar istället för fresker har upptäckts i Hrodna och Vaŭkavysk. De har samtliga daterats till skiftet mellan 1100-talet och 1200-talet liksom lämningarna av den första stenpalatsen Hrodnas gamla slott.
2004 sattes kyrkan upp på Belarus tentativa världsarvslista.

## Kyrkobyggnaden

### Exteriör
Kyrkan är krönt med en central kupol som hålls uppe med sex cirkulära pelare. Exteriören är tydligt markerad med pilastrar med avrundade hörn liksom själva byggnaden.

### Interiör
Kyrkans narthex har en empor som nås genom en smal trappa i västra muren. Två andra trappor har påträffats i murarna vid sidan om sidoabsiderna; deras användning är inte helt känd. Golvet kantas av keramiska plattor som applicerats i dekorativa mönster. 
Interiören kantades med ett otal inbyggda kannor, som i östortodoxa kyrkor vanligen fungerade som resonanslådor men i detta fall var de till för att producera dekorativa effekter. Av denna anledning har mittskeppet aldrig bemålats.

## Bilder

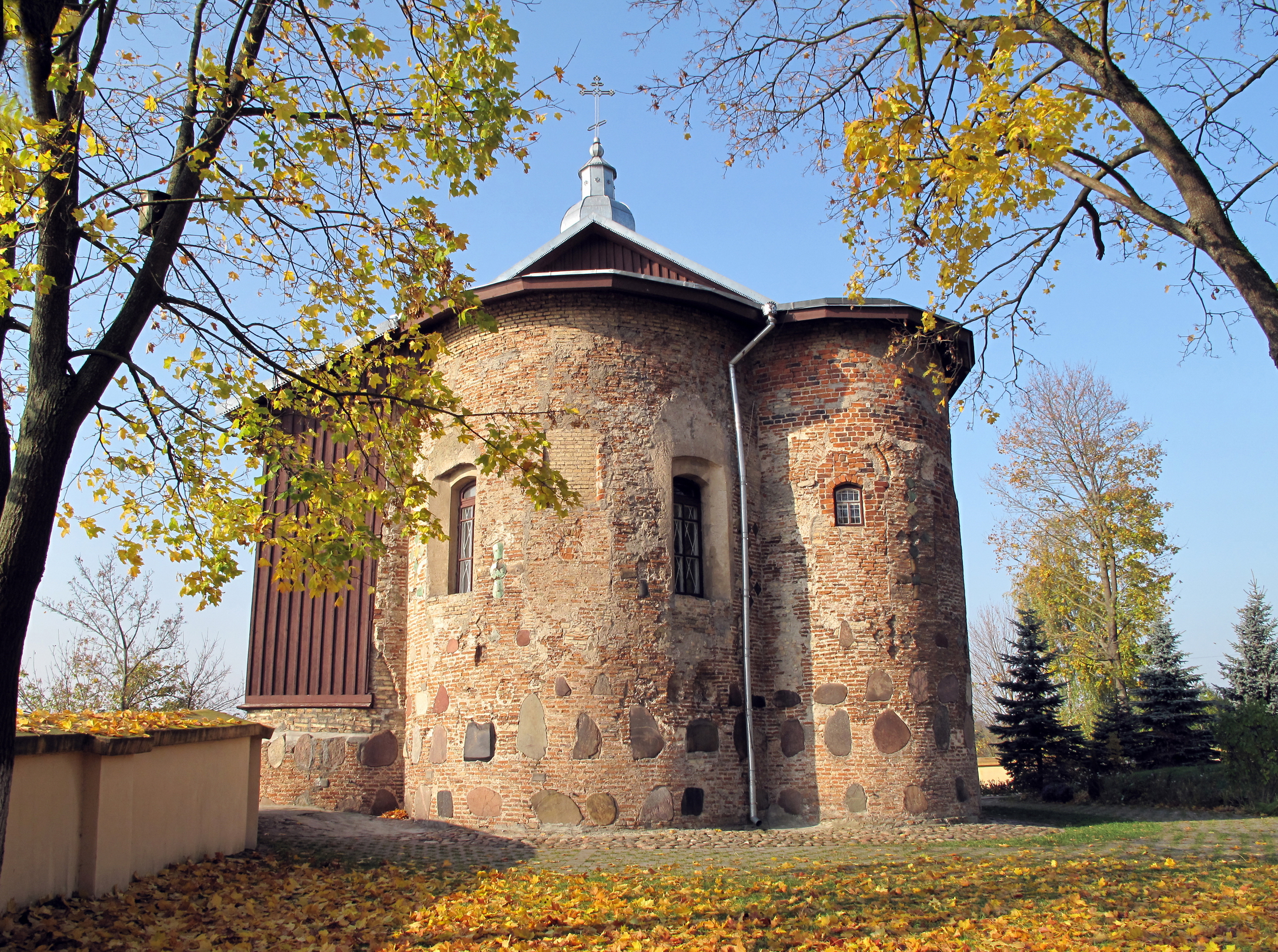
Baksidan.
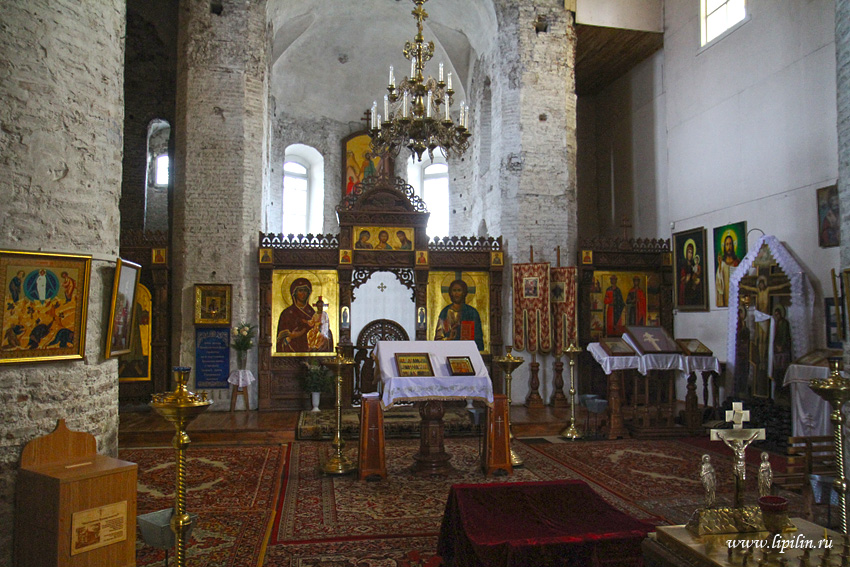
Kyrkans interiör mot ikonostasen.
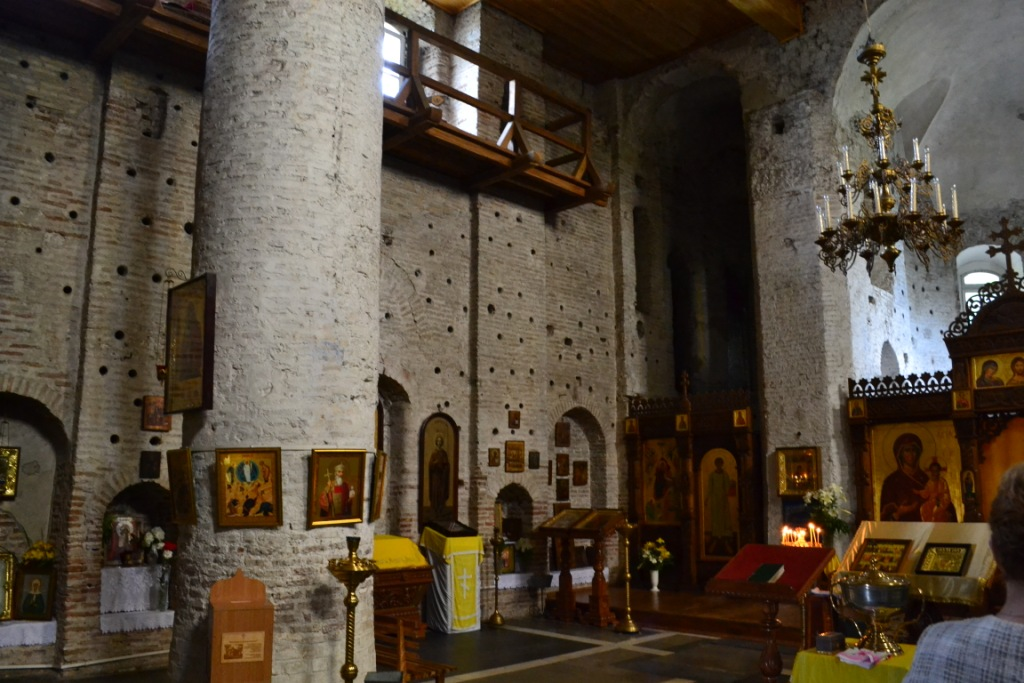
Interiör.
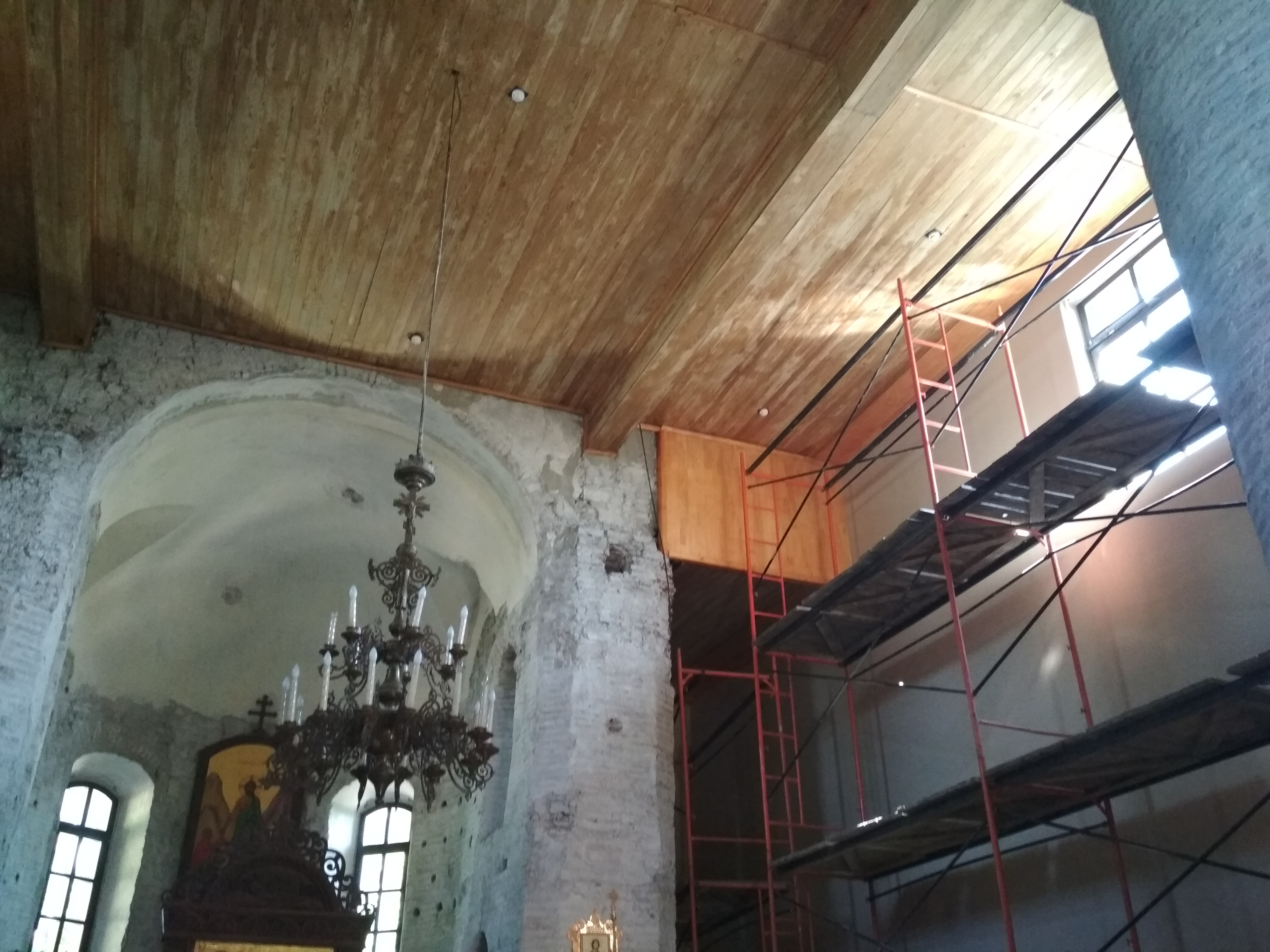
Interiör.